# Oppland megye

Oppland elhelyezkedése Norvégiában.

Oppland megye Norvégia délkeleti Østlandet földrajzi régiójában, Sør-Trøndelag, Møre og Romsdal, Sogn og Fjordane, Buskerud, Akershus, Oslo és Hedmark megyék szomszédságában.
Norvégia ötödik legnagyobb megyéje: területe 25 192 km² (háromszor nagyobb, mint a legnagyobb magyar vármegye, Bács-Kiskun). Népessége 189 545 fő (2019. jan. 1.), ezzel Norvégia megyéi közt a 12. (és kevésbé népes valamennyi magyar megyénél).
Közigazgatási központja Lillehammer.

## Neve
A viking korban Norvégia belső vidékeit Upplönd néven emlegették, amelynek jelentése „felső föld”. Ebből ered Uppland megye neve.
1757-ben a nagy Akershus Amtról (régi norvég megye) Oplandenes Amt néven leválasztották belső részeit. 1781-ben ezt a területet ismét kétfelé választották, a VII. Keresztély királyról  elnevezett Kristians Amtra, illetve Hedermarkens Amtra. 1919-ben azonban Kristians Amt az Opland fylke (a fylke a megye új neve volt amt helyett), majd ez a név 1950-ben módosult a más helyesírású mai Oppland változatra.

## Földrajz
Oppland megye a Mjøsa és a Randsfjorden tavaktól a Dovrefjell, Jotunheimen és Rondane hegységekig terjed.
Hagyományos régiói: Gudbrandsdalen, Valdres, Toten, Hadeland és Land.
Jelentős városai Lillehammer mellett Gjøvik Otta és Fagernes. A megyében található Norvégia legmagasabb csúcsa, a Galdhøpiggen (2469 m) és a második legmagasabb csúcs, a Glittertind (2465 m).
A turizmus fontos helyi iparág, a turisták különösen Valdrest és a Gudbrandsdalslågen folyó menti Gudbrandsdalent látogatják szívesen. A valdresi Jotunheimen a Bagn és a Begna folyók közt a síelés és a téli sportok népszerű központja.

## Önkormányzat és közigazgatás
Opplandnak 26 községe van, ezek a következők:
| 1. Dovre 2. Etnedal 3. Gausdal 4. Gjøvik 5. Gran 6. Jevnaker 7. Lesja 8. Lillehammer 9. Lom 10. Lunner 11. Nord-Aurdal 12. Nord-Fron 13. Nordre Land | 1. Østre Toten 2. Øyer 3. Øystre Slidre 4. Ringebu 5. Sel 6. Skjåk 7. Søndre Land 8. Sør-Aurdal 9. Sør-Fron 10. Vågå 11. Vang 12. Vestre Slidre 13. Vestre Toten |